# Sindoor
Pour l'opération militaire indienne contre le Pakistan en mai 2025, voir opération Sindoor.

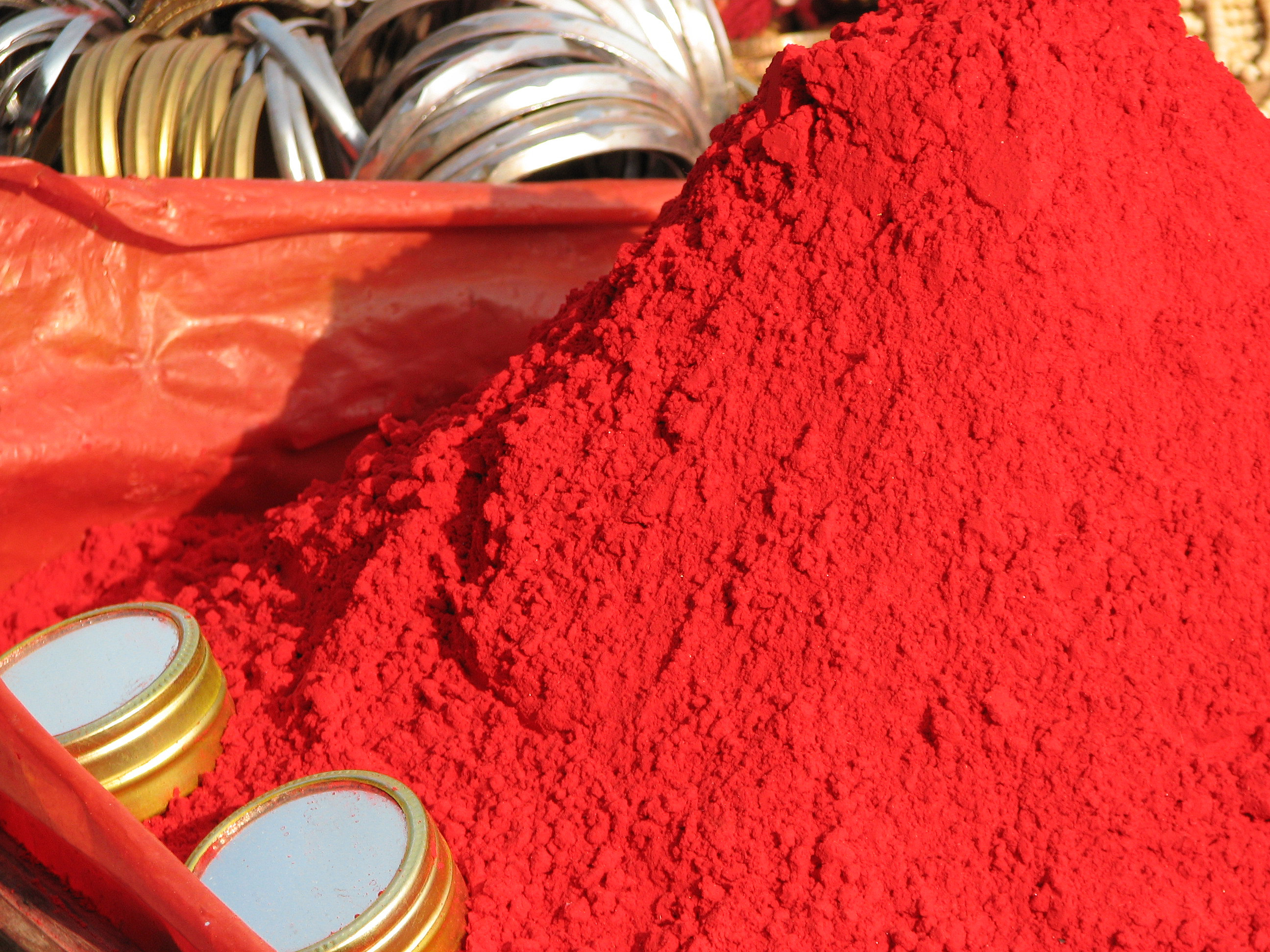
Sindoor

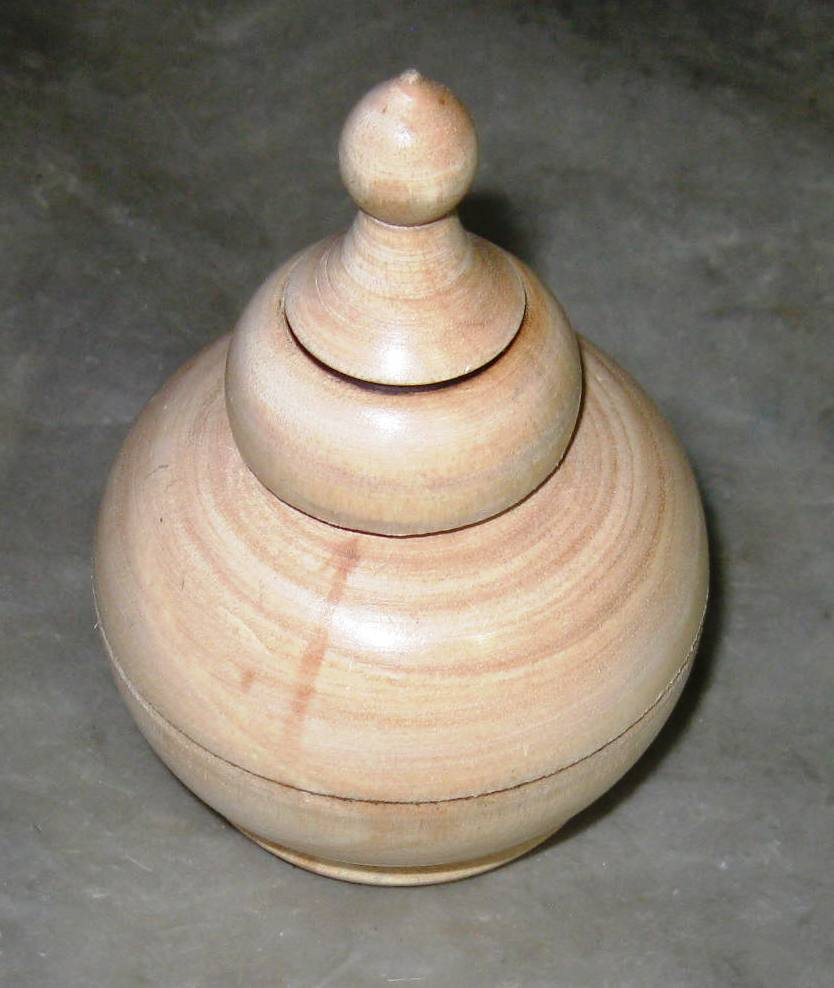
Boîte Sindoor en bois (Vermillon)

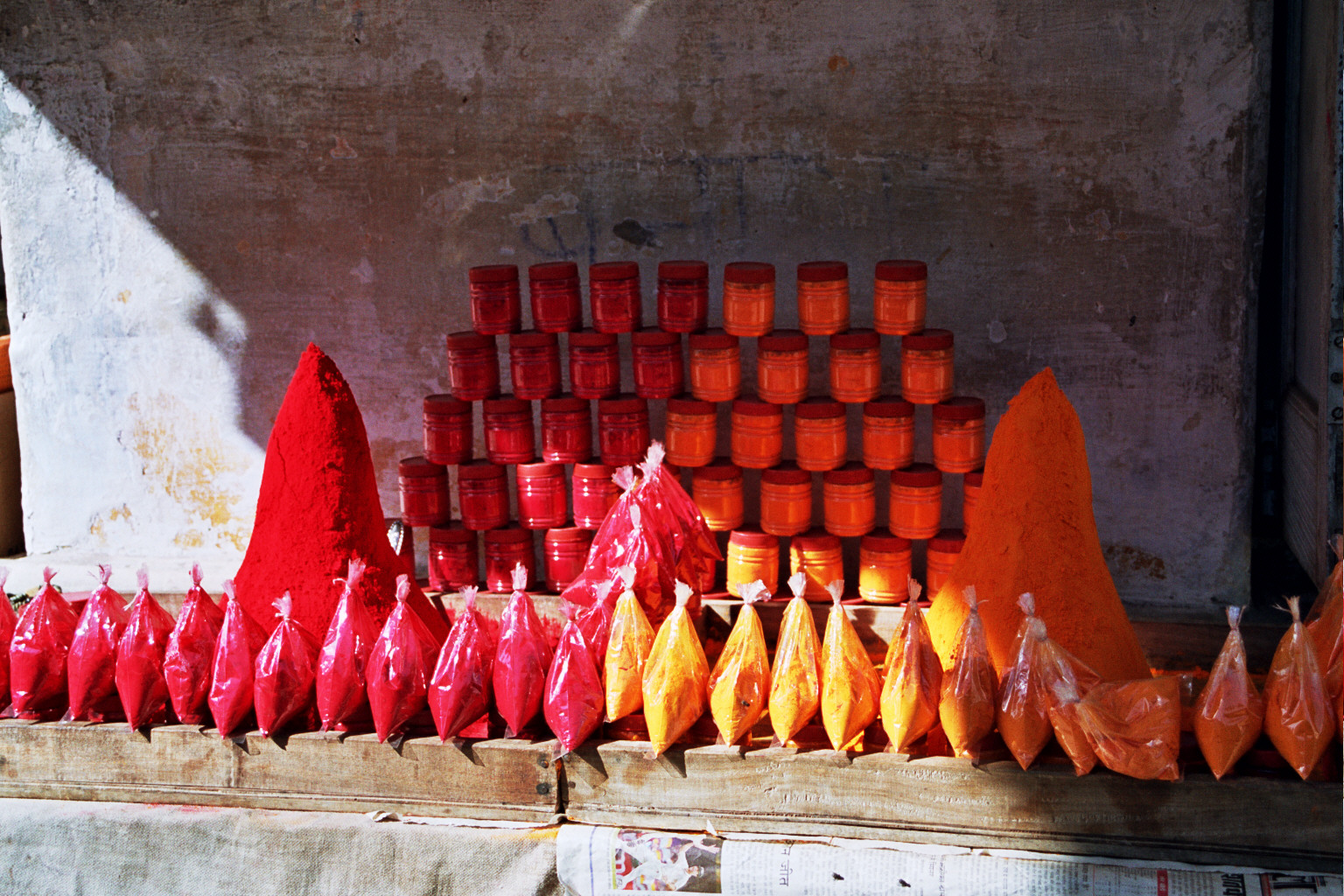
Magasin de vente de sindoor à Pushkar dans le Rajasthan.

Le Sindoor ou Sindooram est une poudre cosmétique traditionnelle de couleur rouge vermillon ou orange-rouge du sous-continent indien, généralement portée par les femmes mariées le long de la séparation de leurs cheveux. Dans les communautés hindoues, l'utilisation du sindoor indique qu'une femme est mariée et que cesser de le porter implique généralement le veuvage.
Le sindooram traditionnel est généralement composé de cinabre, de curcuma et de citron vert,. Certains produits à base de sindoor disponibles dans le commerce contiennent des ingrédients synthétiques, dont certains ne sont pas fabriqués conformément aux normes en vigueur et peuvent contenir du mercure et du plomb ,.

## Utilisation du sindoor

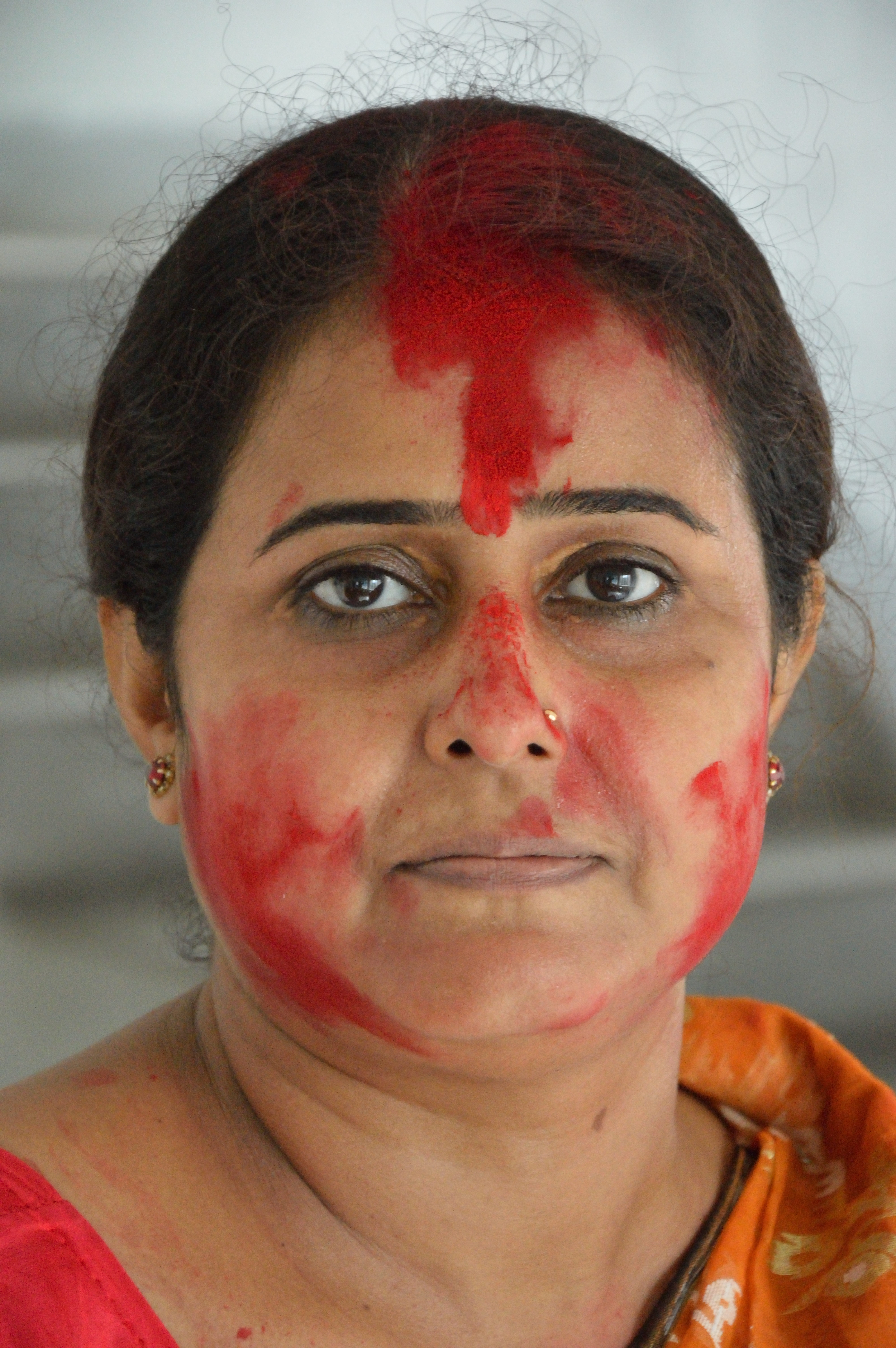
Femme de Howrah maquillée de sindoor.

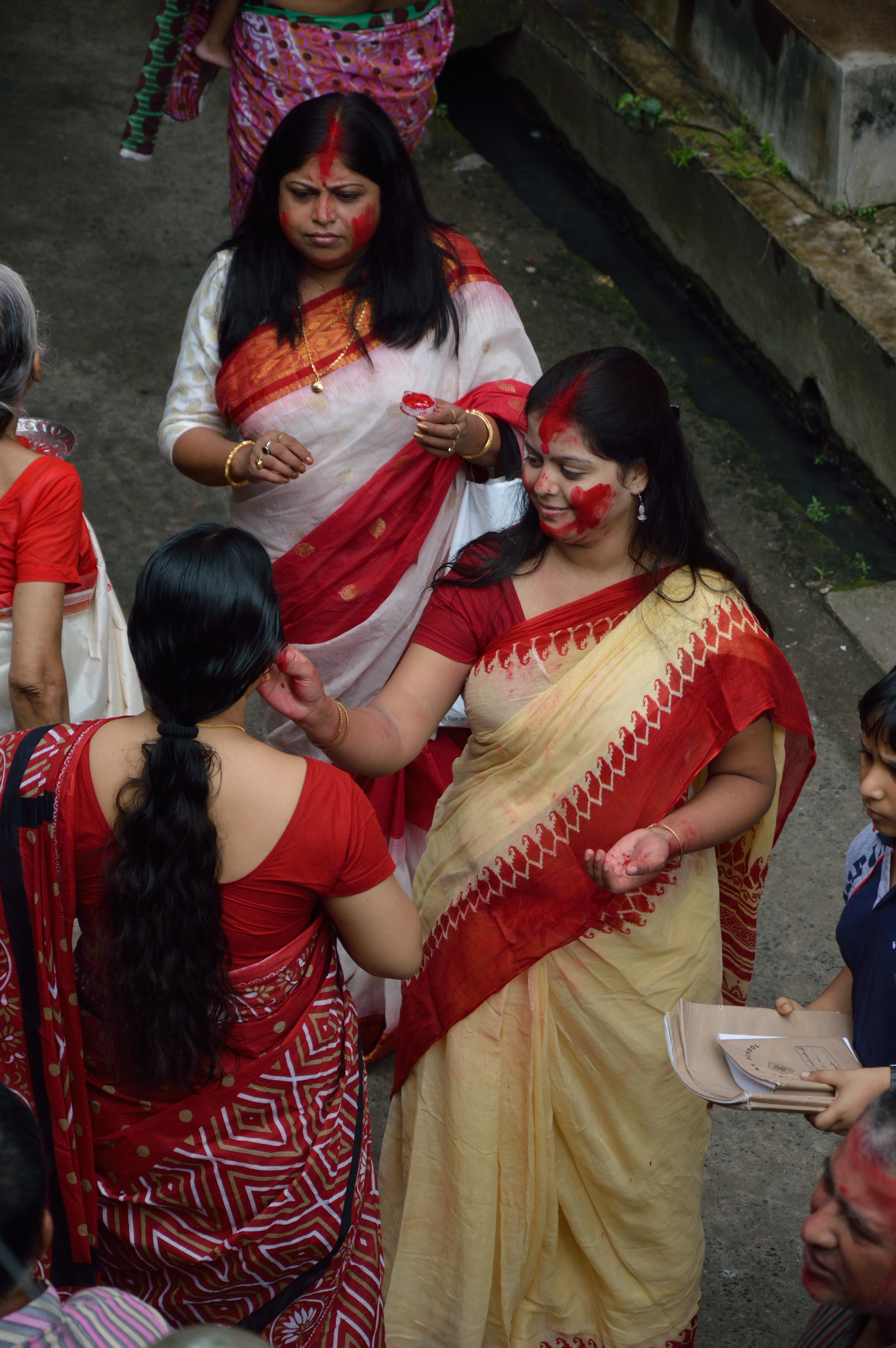
Femmes s'appliquant du sindoor sur leurs visages pendant le festival Durgā pūjā à Calcutta.

Le sindoor est traditionnellement appliqué au début ou complètement le long de la ligne de séparation des cheveux d'une femme (aussi appelé maang en hindi ou "Seemandarekha" en sanskrit) ou en point sur le front. Dans l'hindouisme, le sindoor est la marque d'une femme mariée. Les femmes célibataires portent le bindi dans des couleurs différentes, mais n'appliquent pas de sindoor dans la séparation de la racine des cheveux. Les veuves ne portent pas de sindoor pour signifier que leur mari n'est plus en vie.
Le sindoor est d'abord appliqué à la femme par son mari le jour de son mariage : c'est ce qu'on appelle la cérémonie du Sindoor Daanam. Après cela, elle l'applique elle-même tous les jours.
Un rituel de coloration similaire est connu sous le nom de pasupu kumkuma, du nom d'un autre nom du sindoor, kumkuma.
Essuyer le sindoor est très important pour une veuve et de nombreux rituels sont associés à cette pratique. Le plus souvent, une belle-mère ou une belle-sœur plus âgée va essuyer le sindoor quand une femme devient veuve. La veuve brisera ses bracelets et enlèvera également son pottu, et beaucoup retireront également leurs anneaux de nez et d'orteils. La séparation des cheveux est le symbole d'une rivière de sang rouge pleine de vie ; lorsque le sindoor est retiré, la rivière devient stérile, sèche et vide. Cette coutume est répandue dans les zones rurales et est suivie par toutes les castes et tous les rangs sociaux.
Le sindoor rouge a une signification forte pour la femme mariée car elle apparaît avec des couleurs vives. Quand elle devient veuve, elle adopte une robe blanche unie et enlève toute couleur à son visage, y compris le sindoor rouge vif.
Les méthodes et les styles d'application du sindoor varient du choix personnel aux coutumes régionales. Beaucoup de nouvelles mariées rempliront toute la ligne de cheveux avec du sindoor, alors que d’autres femmes mariées pourront simplement appliquer une tache rouge à la fin de la ligne de cheveux et du front. Récemment, les femmes plus jeunes portent une forme de triangle sur le front pointant vers le nez, avec un bindi en diamant pour la mode .

## Hindouisme

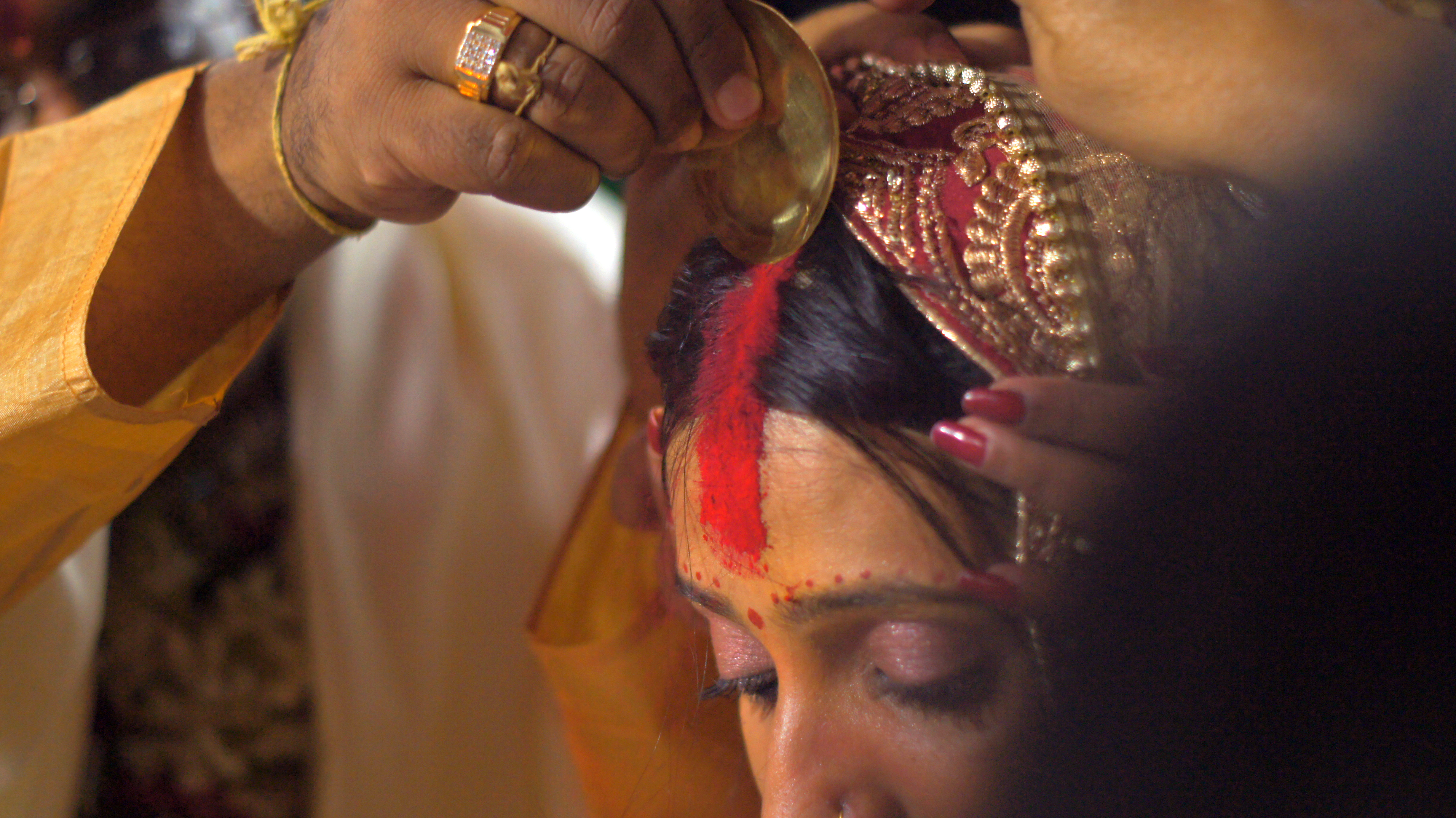
Le rituel de l'application du sindoor dans le cadre d'un mariage indien hindou.

Les figurines féminines découvertes à Mehrgarh, dans le Baloutchistan, semblent indiquer l'application de sindoor à la séparation des cheveux des femmes dans la culture harappéenne. Selon les légendes, Radha, la compagne du dieu Krishna, transforma le kumkum en un motif de flamme sur son front. Dans l'épopée célèbre Mahabharata, Draupadi, l'épouse des Pandavas, essuie son sindoor avec dégoût et désespoir face aux événements de Hastinapur. L'utilisation de sindoor est fréquemment mentionnée dans les puranas Lalitha Sahasranama et Soundarya Lahari.
Adi Shankaracharya écrit dans Soundarya Lahari :
« tanotu kṣemaṃ naḥ tava

vadana saundaryalaharī

parīvāha-strotaḥ saraṇiriva sīmanta-saraṇiḥ ।

vahantī sindūraṃ prabala kabarī bhāratimira-

dviṣāṃ bṛndair bandī-kṛtamiva navīnārka kiraṇam ॥ »
— Adi Shankaracharya, Soundarya Lahari, 44, traduit par P. R. Ramachander

        
« Oh mother, let the line parting thine hairs,

which looks like a channel,

through which the rushing waves of your beauty ebbs,

and which on both sides imprisons,

your Vermilion, which is like a rising sun,

by using your hair which is dark like

the platoon of soldiers of the enemy,

protect us and give us peace. »
Les femmes jaïnes s'appliquent le sindoor sur leurs têtes, essentiellement dans les villes. Il est interdit aux nonnes jaïnes d’appliquer cela sur leurs cheveux ou leur front. La cérémonie du sindoor est considérée comme très importante pour indiquer le statut matrimonial du marié,, alors que dans plusieurs cultures locales, le sindooram est appliqué sur les cheveux par des femmes non mariées.
L'application de sindoor est essentiellement une tradition hindoue. Au XIXe siècle, le leader soufi Sharafuddin Maneri encourage les femmes musulmanes à utiliser le sindoor au Bangladesh. Cela a été sévèrement condamné par les mouvements réformistes.

## Composition et médecine ayurvédique
Il existe différentes formes de sindoor mentionnées dans l'Ayurveda. Le sindoor traditionnel est fabriqué à partir d'ingrédients naturels utilisés dans le maquillage du visage (cosmétiques). Le sindoor traditionnel le plus largement utilisé est fabriqué à partir de jus de curcuma et de citron vert. Le ghi et la chaux éteinte font partie des autres ingrédients. Ceci s'appelle également Kumkum. Le sindoor est également fabriqué à partir de poudre de santal rouge, de safran, etc. Les poudres colorées vendues comme substituts ne sont généralement pas considérées comme du sindoor.

## Problèmes de toxicité

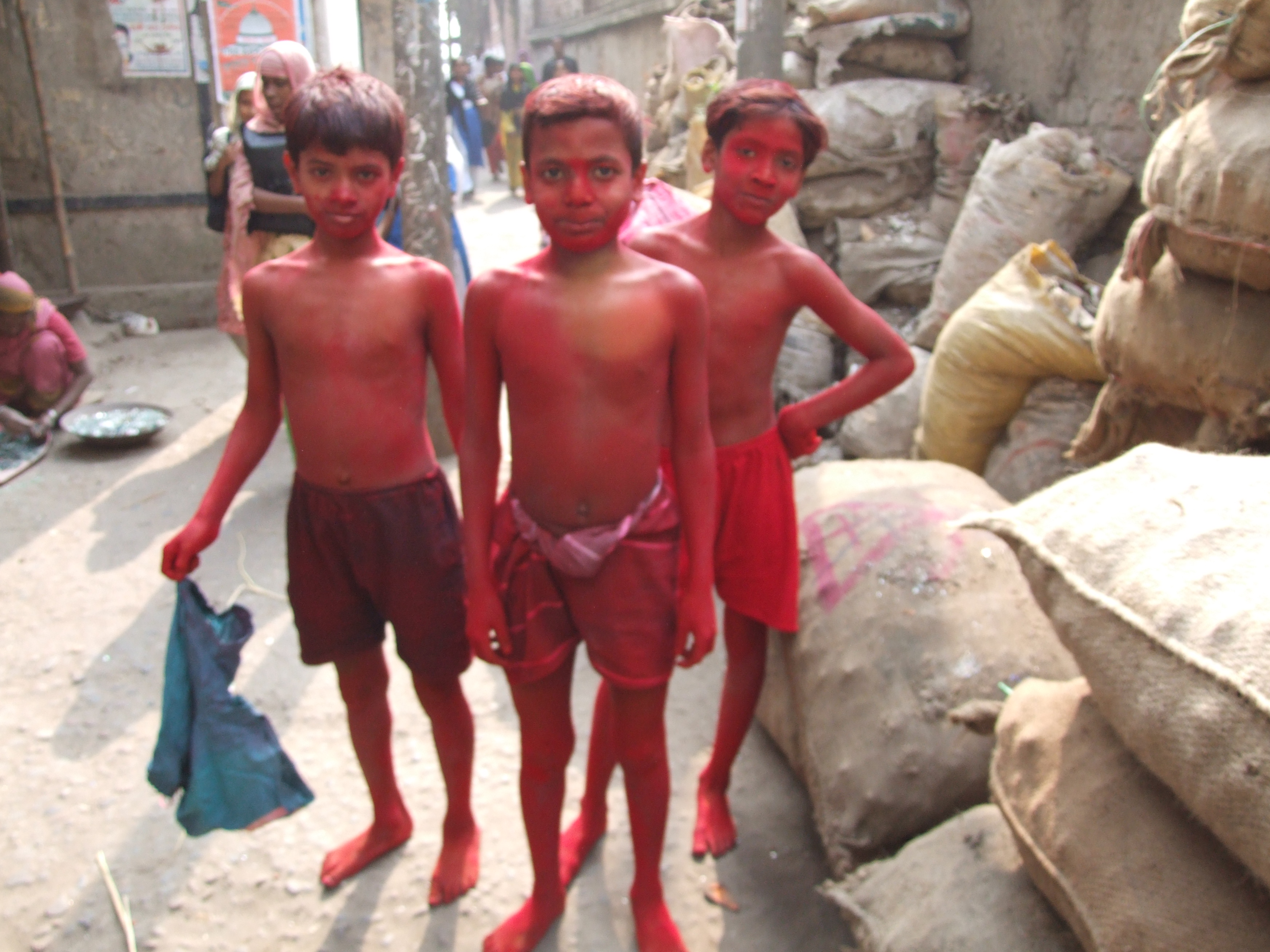
Garçons recouverts de produit chimique contenant du mercure rouge vermillon dans une usine produisant de la couleur au Bangladesh.

Le sindoor traditionnel est fabriqué avec du curcuma, de l'alun ou de la chaux, ou à partir d'autres ingrédients à base de plantes. Contrairement au plomb et au vermillon, ils ne sont pas toxiques . Les composants du sindoor moderne utilisent principalement le vermillon, un pigment rouge orangé, la forme purifiée et en poudre de cinabre, qui est la forme principale dans laquelle le sulfure de mercure se produit naturellement. Comme pour les autres composés du mercure, le sindoor est toxique et doit être manipulé avec précaution. Parfois, du plomb rouge (tétroxyde de plomb, également appelé minium) est ajouté au sindoor. Le plomb rouge est toxique. Au début de 2008, des allégations sur la teneur élevée en plomb du sindoor ont amené la Food and Drug Administration américaine à rappeler des lots de sindoor provenant de plusieurs fabricants.

## Dans la culture populaire

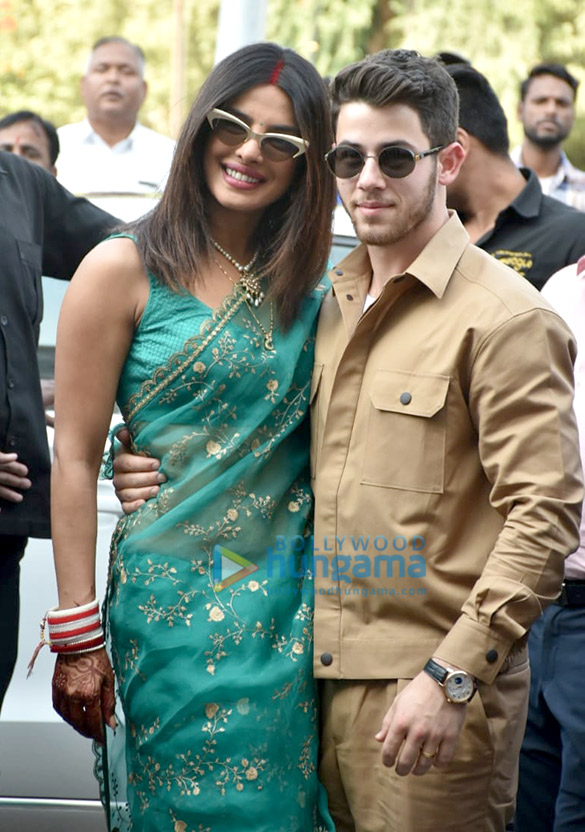
Priyanka Chopra avec son mari Nick Jonas à Jodhpur, en Inde, en 2018, du sindoor appliqué sous la forme d'une mèche rouge au ras des cheveux.

Il existe de nombreux films et drames indiens mettant en scène le sindoor, dont les thèmes tournent autour de la signification du rituel. Ceux-ci comprennent Sindoor (1947), Sindooram (1976), Rakta Sindhuram (1985), Sindoor (1987) et Sindoor Tere Naam Ka (série 2005-2007).

## Voir également
- Bindi
- Marqueurs visuels de l'état matrimonial
- Tilak
- Vermillon